# Еро Салмелајнен
Ерик Рудбек (фин. Erik Rudbeck, Исалми, 17. април 1830. — Куопио, 29. јун 1867), познат под псеудонимом Еро Салмелајнен (фин. Eero Salmelainen), био је фински истраживач народне поезије, писац, новинар и преводилац.
Рудбекови родитељи били су Андерс Рудбек (ум. 1835), писар жупе Исалми и Марија Софија Кронс. Од 1840. до 1846. године похађао је основну школу у Куопију, гдје је затим похађао и гимназију, коју је завршио 1849. Након смрти цара Николаја I, одржао је говор на сахрани, што је био први говор на финском у историји Универзитета у Хелсинкију. Говор је касније штампан потпуно о трошку универзитета. Дипломираоје  филозофију 1856. а магистрирао 1857. Током студентских година, 1850. отишао је на скупљачко путовање народне поезије заједно са Албином Ротманом, а затим се заинтересовао за прикупљање и истраживање народних прича.
Када је његова дисертација Om Finnarnes Folkdikt i obunden berättande form (1857), која се бавила наративном формом финске народне поезије, одбијена због проблема са форматом, отишао је из Хелсинкија у Куопио, гдје је радио као наставник у гимназији и дјевојачкој школи, док је у исто вријеме наставио да уређује своје збирке народних бајки. Последњих година живота, патио је од проблема са алкохолом.
Књигу Suomen kansan satuja ja tarinoita објављивао је у дјеловима од 1852. до 1866. док је ново илустровано и исправљено издање објављено 1920.
Споменик под називом Köyhän nauris, подигнут је у његову част у Исалмијевом селу Кирма. Његов гроб се налази на старом гробљу Куопио.